# Otto Karl Robert Axel Römer
Otto Karl Robert Axel Römer (* 9. Januar 1925 in Blankenburg (Harz); † 18. März 1993 in Berlin) war ein deutscher Jurist und Hochschullehrer für Kriminalistik.

## Leben und Wirken
Im Jahre 1931 wurde der junge Axel Römer in die Städtische Bürgerschule für „Knaben“ eingeschult und besuchte anschließend das Gymnasium am Thie in Blankenburg. Es bekam in der NS-Zeit, um 1937/38, den Namen „Deutsche Oberschule für Jungen“. Römer wurde dort weiterhin u. a. in Latein unterrichtet, das ihm für seinen späteren Studienwunsch Jura nützlich wurde.
Er konnte relativ früh sein Abitur ablegen wie auch der Blankenburger Oberschüler Günther Meinhardt (* 1925 bis † 1999) aus demselben Geburts-Jahrgang und -Monat. Dieser Oberschüler gehörte ebenso wie Römer zur Frontgeneration des Zweiten Weltkrieges.

### Student in Halle (Saale)
Als zur Wehrmacht eingezogene Blankenburger Abiturienten nach Kriegsende in ihre Heimatstadt am Harz zurückkehrten, lag ihr Geburtsort in der Sowjetischen Besatzungszone.
Nach Wiedereröffnung der Martin-Luther-Universität Halle-Wittenberg (MLU) in Halle (Saale) im Jahre 1946 in der damaligen Landeshauptstadt von Sachsen-Anhalt in der SBZ bewarben sich dort Abiturienten und junge Menschen mit einer abgelegten Sonderreifeprüfung, um einen Hochschulstudienplatz. Römer entschied sich für das Studium der Rechtswissenschaft. Als Berufswunsch gab er in den Bewerbungsunterlagen an, einmal Richter werden zu wollen. Er wurde am 15. Oktober 1946 immatrikuliert. Fünf Monate zuvor war er nach der Vereinigung von KPD und SPD in die SED mit Wirkung vom 1. Mai 1946 eingetreten. Zu seinen Kommilitonen zählten u. a. die Jura-Studenten Friedrich Elchlepp (1924–2002) und Hans Richter (1926–2017) sowie Willi Linden (1922–2006).

### Politisch Verfolgter
Ähnlich wie sein Kommilitone Richter wurde Römer in seiner Studienzeit an der Universität Halle zeitweilig verhaftet, jedoch nach kurzer Zeit wieder entlassen. Der vorläufige Freiheitsentzug durch ein sowjetisches Militärtribunal (SMT) der SMA erfolgte am 4. Mai 1948 und der Akademische Senat der Universität Halle befasste sich mit diesem Vorgang in einer Sitzung am 10. Mai desselben Jahres, wie im Universitätsarchiv aktenkundig gemacht wurde. Der Jura-Student gehörte zu den politisch Verfolgten, denen die Universität Halle ein Gedenken widmete. Römer konnte nach der Haft sein Studium fortsetzen und es mit dem ersten juristischen Staatsexamen Anfang der 1950er Jahre abschließen. Das Jura-Studium wäre ohne diese Haftzeit mit Ablauf der Regelstudienzeit von sechs Semestern im Jahre 1949 beendet gewesen.
Der angehende Referendar versäumte es jedoch, sich nach dem Staatsexamen exmatrikulieren zu lassen und wurde im Studentenverzeichnis der Universität Halle 1952 rückwirkend ab 4. März 1952 gestrichen. Anfang der 1950er Jahre begann Römer im Institut für Strafrecht der Martin-Luther-Universität seine wissenschaftliche Karriere als Assistent.

### Stellungnahme zum 17. Juni 1953
Römer gehörte wie die Assistenten Büchner-Uhder, Hieblinger und Lieberwirth aus dem Kreis der Angestellten/Assistenten zu den Unterzeichnern einer Erklärung der Juristischen Fakultät der Martin-Luther-Universität Halle-Wittenberg vom 18. Juni 1953, in welcher der Arbeiteraufstand vom Vortage und die damit zusammenhängenden Ereignisse in Halle (Saale) dahingehend interpretiert wurden, dass sich Bürger der DDR „von faschistischen Provokateuren zu Angriffen auf die Errungenschaften und Aufbauerfolge … missbrauchen ließen.“ Gegenüber den Initiatoren der Ergebenheitsadresse fühlten sich alle Hochschullehrer der halleschen Juristenfakultät verpflichtet wie z. B. Gertrud Schubart-Fikentscher, ordentliche Professorin für Bürgerliches Recht und Deutsche Rechtsgeschichte und John Lekschas, zu jener Zeit kommissarischer Direktor des Instituts für Strafrecht. Alle lobten die vorangegangenen Maßnahmen der DDR-Regierung „zur Verbesserung der Lage der Werktätigen und zur beschleunigten Wiedervereinigung Deutschlands“ und erklärten, dass sie „Ruhe bewahrt“ hätten und „für noch bessere Arbeitsergebnisse ... kämpfen!“

### Promotion und Hochschullehrer in Halle (Saale)
Er promovierte 1957 mit dem Thema „Die vorsätzlichen Tötungsverbrechen im Strafrecht der Deutschen Demokratischen Republik“. Die Gutachter waren der Hallenser Strafrechtsprofessor John Lekschas und der damalige Präsident des Obersten Gerichts der DDR, Kurt Schumann.
Auf über 500 Schreibmaschinenseiten handelte er den Mord unter Heranziehung von Autoren aus Vergangenheit und Gegenwart ab. Er hielt sich an die in der DDR bei juristischen Promotionsschriften praktizierte Übung sozialistische und kommunistische Politiker erwartungsgemäß zu zitieren. Dabei griff er noch auf Stalin und dessen Juristen Wyschinski (1883–1954) zurück, wie aus dem Literaturverzeichnis und den Fußnoten zur Doktorarbeit hervorgeht. Offensichtlich war ihm die Entstalinisierung bei der Anfertigung und Abgabe der Promotionsschrift noch nicht bekannt geworden.
Seine vertieften Lateinkenntnisse nutzte er besonders bei der Auswertung eines Standard-Werkes des Hallenser Juristen Christian Thomasius (1655–1728).
Außer diesen Juristen nutzte Römer Veröffentlichungen von Emil Brunnenmeister (1854–1896), Franz von Liszt (1851–1919), Ulrich Stock (1896–1974), Wilhelm Püschel (* 1879), Georg-August Zinn (1901–1976), Ernst Seelig (1895–1955), Emil Niethammer (1869–1956), Gustav Radbruch (1878–1949), Otto Schwarz (1867–1960), Hans Hinderer und Hans Nathan (1900–1971). Bei den Motiven für Tötungsdelikte ging Römer besonders auf den Beweggrund des Serienmörders Fritz Haarmann (1879–1925) ein.
Im Zusammenhang mit seiner Doktorarbeit befasste sich Römer mit der Kriminalpsychologie. Als Quelle dafür nutzte er insbesondere kriminologische Schriften des Juristen Erich Wulffen (1862–1936), z. B. das Handbuch Psychologie des Täters.
Nach Verteidigung seiner umfangreichen wissenschaftlichen Arbeit, die zur Erlangung der Doktorwürde führte, arbeitete Römer ein Manuskript für seine beabsichtigte Vorlesung „Zur Psychologie von Aussage und Vernehmung“ aus. Sie trug als offiziellen Sichtvermerk den 20. Juli 1959 und wurde mit einer Anmerkung sowie dem Signum der Universität Halle versehen.
Der zum Oberassistenten ernannte Römer blieb bis August 1959 am Institut für Strafrecht. Vom Folgemonat an bis zum September 1960 arbeitete er als Staatsanwalt am Kreisgericht in der Lutherstadt Wittenberg. Ab Oktober 1960 wurde er mit der Wahrnehmung einer Dozentur betraut und wirkte dann bis zum Januar 1962 als beauftragter Dozent für Strafrecht und Gerichtspsychologie sowie kommissarischer Direktor des Instituts für Strafrecht der Juristischen Fakultät der Martin-Luther-Universität Halle-Wittenberg.

### Wechsel nach Berlin
Ab Februar 1962 wechselte Römer als Hochschullehrer an die Humboldt-Universität zu Berlin und wirkte in der Juristischen Fakultät auf seinem speziellen Fachgebiet zunächst als beauftragter Dozent fünf Jahre lang. Am 12. Mai 1962 wurde er zum Stellvertreter des Direktors des Instituts für Strafrecht ernannt. In dienstlichen Angelegenheiten zeigte er eine konsequente Haltung, insbesondere wenn er von anderen juristischen Hochschullehrern unterbreitete Vorschläge zur Kriminalistik „indiskutabel fand“ und feststellte, dass diese auf „ungenügender Sachkenntnis der tatsächlichen Lage“ beruhten. Beispielsweise zeigte er solch eine „scharfe Reaktion“ gegenüber einem gleichfalls von Halle (Saale) nach Berlin gewechselten Rechtswissenschaftler, Gerhard Dornberger, in einem Brief von 1965 an den Dekan der Juristischen Fakultät, Bernhard Graefrath (1928–2006) zur Begründung des erforderlichen höheren Personalbedarfs. Mit dem Ziel, die Aufgaben des Instituts für Strafrecht zu erweitern, schrieb er zusammen mit einem Kollegen einen Brief an Erich Buchholz (1927–2020), der seinerzeit Prodekan der Juristischen Fakultät an der Humboldt-Universität war.
Im Jahre 1967 wurde Römer zum Dozenten für Kriminalistik ernannt. Zum ordentlichen Professor für Kriminalistik an der Humboldt-Universität wurde er mit Wirkung vom 1. September 1969 berufen und er arbeitete zunächst weiter im Institut für Kriminalistik, das der Juristischen Fakultät zugeordnet war.
Im Zuge der dritten Hochschulreform in der DDR wurde am 21. Oktober 1968 eine Sektion Kriminalistik an der Humboldt-Universität zu Berlin gebildet. Dort lehrte und forschte Römer besonders auf dem Gebiet der Forensischen Psychologie. Über ihn gibt es personelle Unterlagen, die vom MfS erstellt wurden. Hans-Ehrenfried Stelzer (1932–2010) war von 1968 bis 1989 Direktor der Sektion Kriminalistik an der HU Berlin. Nach Auffassung des Berliner Senats handelte es sich bei dem an der Humboldt-Universität gelehrten Fach Kriminalistik „um eine spezialisierte Ausbildung für die Staatssicherheit und die Volkspolizei“. Als einige Fachbereiche der Humboldt-Universität im Sinne des Einigungsvertrages durch Beschluss des Berliner Senats vom Dezember 1990 „abgewickelt“ werden sollten, darunter der Fachbereich Kriminalistik der Humboldt-Universität, hatte Römer Anfang desselben Jahres das Rentenalter für Männer mit 65 Jahren nach DDR-Recht schon erreicht und war zeitnah emeritiert worden. Die Abwicklung betraf auch Römers ehemaligen Arbeitsbereich, die Forensische Psychologie, der 1987 aus der Sektion Kriminalistik ausgegliedert und damals der Sektion Rehabilitierungspädagogik zugeordnet wurde. Für den Fachbereich Rehabilitationswissenschaften der Humboldt-Universität erwog der Berliner Senat frühzeitig nach der Wiedervereinigung eine Umstrukturierung.

### Abbildungen des Hochschullehrers
Ein veröffentlichtes Gruppenbild aus dem Jahr 1964 zeigt Mitarbeiter des Instituts für Kriminalistik der Humboldt-Universität zu Berlin, unter ihnen den promovierten Juristen Axel Römer sowie weitere Abbildungen, auf denen er deutlich zu erkennen ist. Er war mittelgroß und von eher schmächtiger Gestalt. Die Herrenfrisur war dem Caesarhaarschnitt angelehnt. Der Männer-Pony bedeckte nur einen kleinen Teil seiner Stirn wie üblich bei solchem Kurzhaarschnitt. Prägnant war auch seine ovale Gesichtsform. Sowohl bei festlichen Anlässen als auch sonst im Dienst trug er ein weißes Hemd mit Schlips und Kragen sowie das SED-Parteiabzeichen am Revers seines Jacketts. Wenn er lächelte, zeigte er seine gepflegten Zähne und wirkte dadurch sympathisch.

## Nachlass
In Berlin wohnten die Eheleute Römer in den heutigen Ortsteilen Prenzlauer Berg in der Lippehner Straße – Name von 1902 bis 1974 – sowie nach ihrer Umbenennung am 4. September 1974 in der Käthe-Niederkirchner-Straße und danach in Lichtenberg in der Herzbergstraße.
Seine Witwe, die Diplom-Pädagogin und Journalistin Brigitte Römer, überließ Schriftstücke des Nachlasses zwei Kollegen ihres Mannes: Frank-Rainer Schurich (* 1947), der als ordentlicher Professor für Kriminalistik wie auch als letzter Sektionsdirektor an der Humboldt-Universität zu Berlin gewirkt hatte und seit 1994 als freier Autor arbeitete sowie dessen zeitweiligen Mitautoren, dem Kriminalwissenschaftler Ingo Wirth (* 1952).
Die Beisetzung des Hochschulprofessors erfolgte am 26. März 1993. Die Humboldt-Universität zu Berlin würdigte Prof. em. Dr. jur. Axel Römer als ihren geschätzten Kollegen, dem sie „einen ehrendes Gedenken bewahren“ wird.

## Aufnahme in Kürschners Deutscher Gelehrtenkalender
Axel Römer wurde in Kürschners Deutscher Gelehrten-Kalender aufgenommen:
- Kürschners Deutscher Gelehrten-Kalender 1966.[41]
- Kürschners Deutscher Gelehrten-Kalender 1970.[42]
- Kürschners Deutscher Gelehrten-Kalender 1992.[43]

## Familienname Römer
Der Familienname Römer beruht in erster Linie auf einen Pilger, der eine Wallfahrt nach Rom unternommen hatte, und wohl auch auf einen Kaufmann, welcher nach Welschland unterwegs war.
Um 1948 Jahre waren in der Einwohnerbehörde der Stadt Blankenburg fünf Personen mit dem Familiennamen Römer gemeldet: Charlotte, Kontoristin; Emmi; Friedrich Wilhelm, Angestellter; Karl, Leiter der Kurverwaltung, zuvor „techn. Kaufmann“, und zugleich Chorleiter der „Singgemeinschaft“; Selma Römer, Kassiererin (Witwe).
In der ersten Hälfte der 1920er Jahre gab es im Geburtsort von Axel Römer nur ein einziges Ehepaar mit diesem Familiennamen: Kaufmann G. F. Römer, Kaufmann, und seine Ehefrau Selma Römer.
Ein Namensvetter, der Sohn des herzoglich-braunschweigischen Regierungsbeamten Jacob Ludwig Römer (1770–1855), mit den Vornamen Karl Friedrich Wilhelm studierte ebenso wie Axel Römer Rechtswissenschaft.

## Veröffentlichungen (Auswahl)
Zu Römers Veröffentlichungen gehören:
- Zur Lehre vom Objekt des Verbrechens, Mitautor: Gert Schwarz; 1956[52]
- Die Verbrechen gegen die Deutsche Demokratische Republik; 1958[53]
- Zum Begriff „Gruppe“ im neuen StGB; 1968[54]
- Über das Verhältnis der Kriminalistik zur Psychologie; 1989[55]

Am Lehrbuch der Kriminalistik aus dem Jahr 1984 war A. Römer im Teilband 2 mit dem Beitrag Die Vernehmung. Die Aussagedemonstration am Ereignisort beteiligt. Im Teilband 2 der Ausgabe von 1986 wird A. Römer im Literaturverzeichnis mit zwei Aufsätzen aufgeführt: Die Protokollierung im Ermittlungsverfahren und Wesen und Wert der kriminalistischen Psychologie.